# Rival (manzana)
Rival es una  variedad cultivar de manzano (Malus domestica).
Criado por Charles Ross en Newbury, Berkshire, Inglaterra. Registrado por primera vez en 1900. Introducido en los circuitos comerciales por el viverista "Clibrans of Altrincham". Recibió un Premio al Mérito de la Royal Horticultural Society en 1900. Las frutas tienen una pulpa jugosa, firme, de textura fina y ligeramente ácida.

## Historia
'Rival' es una variedad de manzana, desarrollada en 1900 por Charles Ross en Newbury, Berkshire, Inglaterra,  mediante la polinización cruzada de 'Peasgood's Nonsuch' como Parental-Madre con el polen de Cox's Orange Pippin como Parental-Padre. Fue introducido en los circuitos comerciales por el viverista "Clibrans of Altrincham". Recibió un Premio al Mérito de la Royal Horticultural Society en 1900.
'Rival' se cultiva en la National Fruit Collection con el número de accesión: 1907-006 y nombre de accesión: Rival.

## Características
'Rival' árbol de extensión vertical, de vigor moderado. Portador de espuelas. Presenta veceria. Tolera las heladas tardías. Tiene un tiempo de floración que comienza a partir del 6 de mayo con el 10% de floración, para el 11 de mayo tiene una floración completa (80%), y para el 18 de mayo tiene un 90% caída de pétalos.
'Rival' tiene una talla de fruto de mediano a grande, con altura promedio de 63,00mm, y anchura promedio de 76,00mm; forma redondas y aplanadas, con contorno ligeramente irregular; con nervaduras débiles, corona débil; epidermis con color de fondo verde amarillento pálido lavado con rojo brillante y rayado en la cara expuesta al sol, en una cantidad de color superior bajo-media, con sobre patrón de color rayado / moteado,  y tiene un brillo satinado, ruginoso-"russeting" (pardeamiento áspero superficial que presentan algunas variedades) bajo; pedúnculo muy corto y de textura medio, colocado en una cavidad poco profunda, estrecha, con ruginoso-"russeting"; cáliz grande y abierto, ubicado en una cuenca de profundidad media y ligeramente plisada; pulpa de color blanca, con textura crujiente, sabor jugoso y afilado.
Su tiempo de recogida de cosecha se inicia a finales de septiembre. Se puede conservar en buenas condiciones hasta tres meses en frío.

## Usos
Una buena manzana fresca cuando está completamente madura. La fruta que no ha madurado completamente en árboles es excelente para hornear en cocina.

## Ploidismo
Autofértil pero produce mejor en la proximidad de una fuente adecuada de polen. Grupo de polinización: C Día10.